# Hedera maderensis
Hedera maderensis K. Koch ex A. Rutherf. é uma planta do género botânico da família Araliaceae, espécie endémica da ilha da Madeira.

## Sinônimos
- Hedera helix Lowe